# هيراب (والانجرد)
هیراب (بالفارسية: هیراب) هي مستوطنة تقع في إيران في قسم والانجرد الريفي. يقدر عدد سكانها بـ 29 نسمة .